# Halichoeres melas
Halichoeres melas is een  straalvinnige vissensoort uit de familie van lipvissen (Labridae). De wetenschappelijke naam van de soort is voor het eerst geldig gepubliceerd in 1994 door Randall & Earle.
De soort staat op de Rode Lijst van de IUCN als Onzeker, beoordelingsjaar 2009.